# Jamestown Bridge
Die Jamestown Bridge, auch Old Jamestown Bridge genannt, war eine 1940 fertiggestellte Straßenbrücke in Rhode Island in den Vereinigten Staaten, die die Rhode Island State Route 138 (RI 138) von North Kingstown über die West-Passage der Narragansett Bay nach Conanicut Island führte. Sie wurde 1992 durch die Jamestown Verrazzano Bridge ersetzt und im April 2006 abgebrochen.

## Geschichte
Bereits in der Kolonialzeit war die Narragansett Bay ein Hindernis für den Landverkehr, das entweder mit einer Fähre überquert werden musste oder mit einem Umweg über Providence umfahren werden musste. Die Planung einer Brücke begann in den 1920er und wurden durch finanzielle Schwierigkeiten der Newport Ferry Company vorangetrieben. In der Zeit der Great Depression erhielt das Projekt breite Unterstützung von den Behörden, weil durch den Bau der Brücke Arbeitsplätze geschaffen werden konnten. Obwohl auch die Finanzierung durch den Staat zugesichert war, ging die Planung nicht voran, bis der Fährbetrieb 1938 eingestellt werden musste, wegen der Sturmschäden, die der Long Island Express-Hurrikan angerichteten hatte.
Beginn der Bauarbeiten war im Januar 1939, die Verkehrsübergabe im Juli 1940. Anfangs wurde eine Brückenmaut von 90 Cent erhoben, die über die Jahre auf 25 Cent gesenkt wurde. Erst mit der Eröffnung der Claiborne Pell Newport Bridge 1969 wurde sie ganz aufgehoben.
Im Laufe der Jahre wurde die Jamestown Bridge als Hail Mary Bridge „Ave Maria Brücke“ bezeichnet, wegen den steilen Zufahrten von den Vorbrücken zum Mittelträger über den Schifffahrtskanal, sowie dem rutschigen Gittern auf den Brückendecks der Hauptbrücke. Weiter war die Jamestown Bridge bald nicht mehr in der Lage, den in den Nachkriegsjahren angestiegenen Schwerverkehr zu bewältigen. Es wurde deshalb im Rahmen der Planung der RI 138 bereits Mitte der 1950er-Jahre überlegt, die weniger als 20 Jahre alte Brücke durch eine zweite Brücke zu ergänzen oder durch einen Neubau zu ersetzen.
Der Bau der Jamestown Verrazzano Bridge zum Ersatz der Jamestown Bridge begann aber wegen Verzögerungen in der Planung erst 1985. Mit der Eröffnung der neuen Brücke wurde die alte Jamestown Bridge außer Betrieb genommen. Ursprünglich sollte die zumindest Teile der alten Brücke als Park und öffentlicher Angelsteg erhalten bleiben. Der schlechte Zustand des Bauwerks und fehlende Gelder für die Sanierung verunmöglichten dieses Projekt, sodass die Brücke im April 2006 abgebrochen wurde, da sie ein Risiko für die Schifffahrt darstellte.

## Bauwerk
Die 6982 Fuß (ca. 2128 m) Brücke war bei Eröffnung die längste Brücke in Rhode Island. Das Bauwerk trug zwei Fahrspuren der RI 138. Es bestand aus 69 Brückenfeldern unterschiedlicher Länge und Bauart. Die westliche Vorbrücke bestand aus einer 2035 Fuß (ca. 620 m) langen Bockbrücke mit Plattenüberbau, darauf folgten 16 Blechträger mit einer Gesamtlänge von 1500 Fuß (ca. 460 m). Die östliche Vorbrücke bestand aus 7 Blechträger mit einer Gesamtlänge von 680 Fuß (ca. 210 m). Die Hauptbrücke bestand aus einem 1152 Fuß (ca. 350 m) langen Gerberträger in der Mitte, an den auf beiden Seiten drei Fachwerkträger mit obenliegender Fahrbahn anschlossen.